# グンバイムシ
グンバイムシ（軍配虫）は、カメムシ目カメムシ亜目グンバイムシ上科のグンバイムシ科に属する昆虫の総称。世界で約2600種、日本では約70種程度が知られている。

## 概略
和名の軍配とは、背面から見たときの閉じた半翅鞘の形が軍配団扇に似ていることに由来している。また、半翅鞘はステンドグラスのように半透明で小さな角ばった小室に分かれ、この特徴から本科を英語で'Lacebug'もしくは'Lace bug'と呼ぶ。また、ドイツ語では'Netzwanzen'や'Gitterwanzen'、オランダ語では'Netwantsen'、スペイン語では'Chinche de encaje'、スウェーデン語では'Nätskinnbaggar'、中国語では'網蝽'などと呼ばれるように、レース模様が名前の由来となっている言語が多く、日本語のように全体の形状から名付けられているのは珍しい。
多くの種は寄主植物の葉裏で生活しており、活発に動くことが少なく、また体長数mmと小型であるためにあまり目立たない。そのために日本においてはツツジ類を加害するツツジグンバイ、ナシやリンゴなどのバラ科果樹を加害するナシグンバイ、キク科植物を加害するキクグンバイなどが比較的よく知られるが、他には農作物についても重大な被害を与える種は少なく、主要な害虫でないことから一般の知名度が高いとは言えない。しかし、海外ではコットンやアボカド、カカオ、コーヒーなどの主要な農作物を加害する害虫として知られており、ゲットウグンバイ Stephanitis typica (Distant)はココナッツの伝染病を媒介する重要な病害虫である。
日本産グンバイムシの研究は1800年代にScottやUhlerらに始まり、1900年代にはHorváthやDrake、松村松年らによって断片的に記載され、1962年と63年に発表された武谷直の論文によって日本産グンバイムシの全容がほぼ解明された（高橋寿郎，1990）。その後、友国雅章による Acalypta 属の地理的変異などが報告されているが、未記載の種が数種いることが分かっており、種の正式な記載が待たれる。

## 形態的特徴
体長1.5mm～10mmの微小な昆虫である。日本に産するものは2mm～5.5mm程度であり、東南アジアには体長6mmを超える種も存在するが、7mmを超えるものは稀である。細長いものや幅広いものなど、種によって形態の変化に富む。雌雄による色、サイズ、模様等の外見にほとんど違いは見られない。雌雄を見分けるには腹部の先端にある交尾器の形状（雌の方が雄より幅広）を見れば確実だが、全体の形も雌の方が雄よりも横幅が広い特徴から判別することもできる。
頭部
触角（antenna 複：antennae）は左右一対付いており、各4節から成る。頭部と接続する第1節は太くて短い。第2節は第1節より短いか同じ長さである。第3節は他の節と比較して明らかに長い。先端に位置する第4節は第1節と同じ程度の長さで、先端は丸くなり多くの種は黒色を呈する。頭部には短い棘（spine）を持つ種が多いが、種によって本数や付き方に違いが見られる。他の半翅目同様内部に口針を備えた口吻（rostrum）を持つ。
胸部
胸部の前胸背上には隆起線（carina 複：carinae）と呼ばれる線条があり、また側部には翼突起（paranotum 複：paranota）という翼状の膜が張り出し、頭部に近い位置には前突起（hood）という中空の器官がある。翼突起と前突起の形状が種によって非常に特徴的であり、これらの特徴が種を同定する上で指標となる場合が多い。
翅
翅は左右2枚ずつあり、レース模様を具えるのは上部の半翅鞘（hemielytron 複：hemielytra）である。半翅鞘は小室（areola 複：areolae）に分かれ、半透明や透明なものが多いが、透明な小室の一部が黒色に変化して翅に模様を形作るものもある。半翅鞘はいくつかの区画に分けられる。腹部を包むように中央で楕円形を成す部分を円板部（discoidal area)、翅同士が交差している一帯を縫合部（sutural area）、翅の外側を周縁部（costal area)、周縁部と円板部の間の部分を亜周縁部（subcostal area）とそれぞれ呼ぶ。種によっては周縁部の外側に狭周縁部（stenocostal area）を持つものもいる。これらの区画は種特異的であり、「小室が最大～列となる」といった表記で同定の指標として使われることが多い。翅は後方で重なっているものが多いが、末広がりとなって交差しない種もいる。

## 生活史
ある特定の植物を寄主とし、1種の植物を寄主とするものもいれば、非常に多くの植物を寄主とするものもいる。多くの種は葉から摂食を行うが、それ以外の部位を摂食する種もいるようである。葉を摂食する種では、普段は葉の裏面（背軸面）で静止しており、寄主植物の葉裏にある気孔へ口針を刺して葉内部の組織を吸い取り摂食を行っている。その結果葉の表面（向軸面）にかすれたような白い斑点模様が現れ、ひどく加害された場合には植物が枯れてしまうこともある。多くの種は成虫越冬するが、日本でよく見られるツツジグンバイを含むStephanitis属は卵で越冬する。卵は下が膨れた茄子のような形をしており、膨れたほうを下にして葉の内部に埋め込まれる。孵化した卵から出現した若虫は、5回の脱皮を繰り返した後成虫となる。
特異な生活史をもつ種としてヒゲブトグンバイ属 Copium と Paracopium 属が挙げられる。この2属は虫こぶを形成し、若虫は虫こぶ内で成長した後成虫となって虫こぶから抜け出し、自由生活を送るという。日本からは、ヒゲブトグンバイ Copium japonicum Esakiが知られている。

## 分類
グンバイムシ科は2亜科5族から成る。属と種数は概数で示す。
- ウチワグンバイ亜科 Cantacaderinae
  - ウチワグンバイ族 Cantacaderini（11属60種）－日本からはウチワグンバイCantacader lethierryi とオオウチワグンバイC. japanicus の2種が知られている。
  - タカサゴグンバイ族 Phatnomatini（27属90種）－日本からはタカサゴグンバイ Phatnoma takasago 1種のみ知られている。
- グンバイムシ亜科 Tinginae
  - Litadeini（13属20種）－日本からは未知。
  - Tingini（220属2400種）
  - Ypsotingini（7属80種）－日本からはミヤマグンバイ Derephysia foliacea 、フジグンバイ D. fujisana 、マルミヤマグンバイ D. ovata の3種が知られている。

Barbara LisはCantacaderini族をグンバイムシ科から外しCantacaderidae科として独立させ、Phatnomatinae亜科とTinginae亜科の2亜科4族の分類を提唱した。しかし、この説はEric Guilbertによって否定されている。

## 侵入種
現在日本における侵入種として、プラタナスグンバイ Corythucha ciliata (Say)、アワダチソウグンバイ Corythucha marmorata (Uhler)、ヘクソカズラグンバイ Dulinius conchatus Distant の3種が確認されている。いずれの種も90年代後半にかけて侵入してきたもので、以降非常に多くの発生が各地で確認されており、特にアワダチソウグンバイはキク科植物を加害するため生息域の拡大が問題視されている。